# Fioretta Gorini

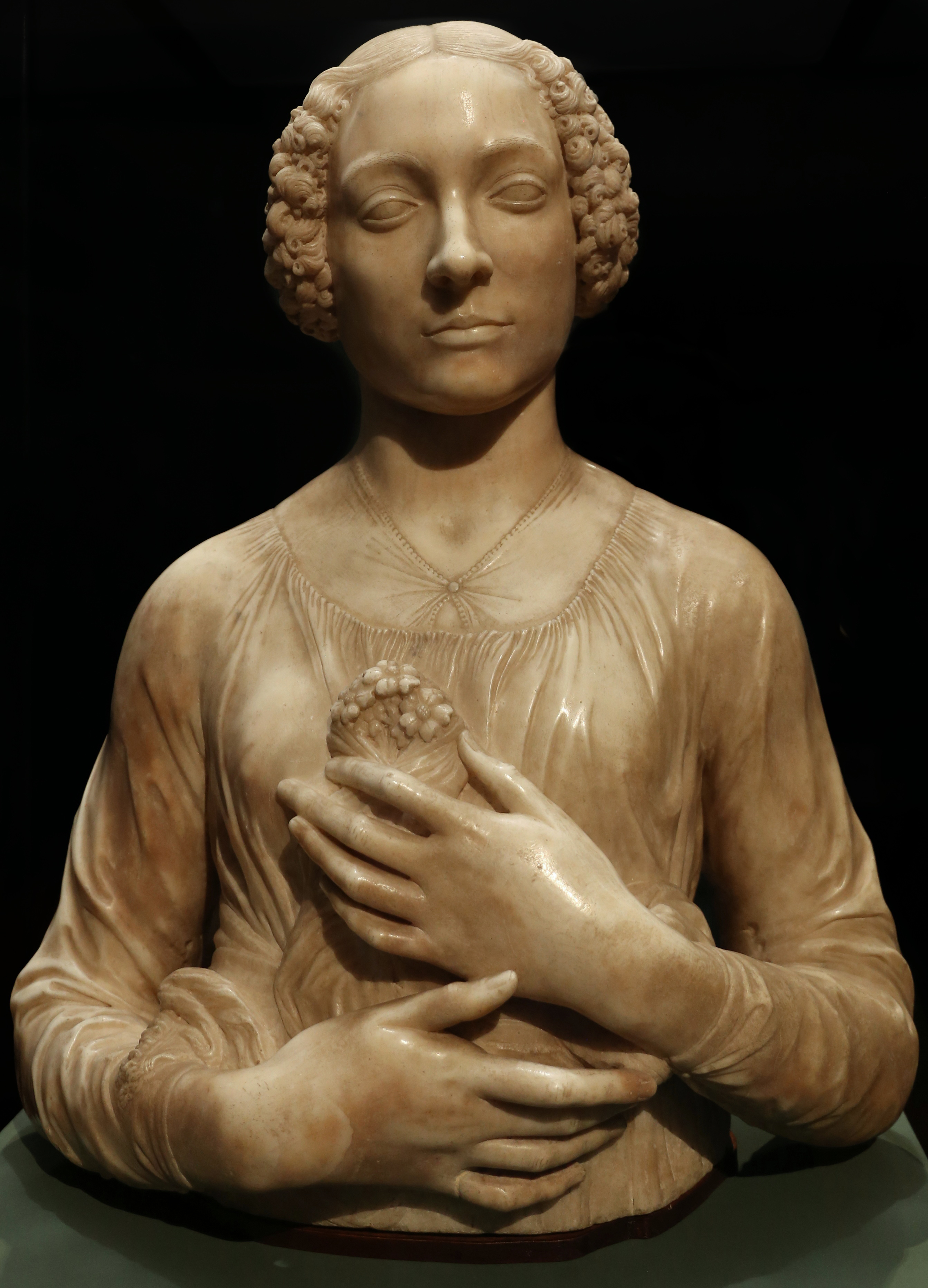
Andrea del Verrocchio, Dama col mazzolino, Firenze, Museo del Bargello, 1475 ca.

Fioretta Gorini o del Cittadino (Firenze, ... – Firenze, ...; fl. XV secolo) è stata l'amante di Giuliano de' Medici e la madre di Giulio de' Medici, poi papa Clemente VII.

## Biografia
Diede alla luce il bambino il 26 maggio 1478, dopo la morte di Giuliano, pugnalato dagli assassini nella Congiura dei Pazzi del 26 aprile. Era forse figlia di Antonio Gorini, di professione corazzaio. "Fioretta" era un diminutivo e il suo nome era Antonia, detta "Antonietta".
Fioretta e Giuliano non furono legalmente sposati, ma nel 1513 i Medici furono autorizzati a dichiarare che i genitori di Giulio erano fidanzati, così il bambino non venne dichiarato bastardo e illegittimo. Fu dichiarato legittimo da papa Leone X, nipote di Giuliano, nel 1513.

## Nell'arte
- Musical Il principe della gioventù dedicato alla storia d'amore tra Fioretta e Giuliano e la congiura dei Pazzi.
- La figura femminile nel Ritratto di giovane donna di Sandro Botticelli del 1475 circa e custodito a Firenze in Palazzo Pitti, potrebbe corrispondere a Fioretta Gorini, Simonetta Vespucci, Clarice Orsini, Alfonsina Orsini o a Lucrezia Tornabuoni.[4]
- La persona raffigurata nella scultura Dama col mazzolino di Andrea del Verrocchio del 1475 ca. e custodita a Firenze nel Museo del Bargello, potrebbe corrispondere a Fioretta Gorini.[5]